# يوفوفتسي
يوفوفتسي (بالبلغارية: Йововци)‏ منطقة تقع إدارياً ضمن تريافنا في بلغاريا. ويبلغ عدد سكانها 3 نسمة حسب تعداد 15 مارس 2015. تعتمد يوفوفتسي للبريد على الرمز البريدي 5360.